# Lerato Chabangu
Mpho Lerato Chabangu, född den 15 augusti 1985 i Tembisa i Gauteng, är den sydafrikansk fotbollsspelare som för tillfället spelar för den sydafrikanska klubben Moroka Swallows FC och sydafrikas landslag. Han gjorde sin landslagsdebut den 26 februari 2005 i en match i COSAFA Cup mot Seychellerna.